# قلعه سازه قشلاق
قلعه سازه قشلاق مربوط به دوره قاجار - دوره پهلوی است و در شهرستان ملایر، بخش مرکزی، دهستان کوه سرده، روستای قشلاق واقع شده و این اثر در تاریخ ۷ اسفند ۱۳۸۶ با شمارهٔ ثبت ۲۱۶۷۱ به‌عنوان یکی از آثار ملی ایران به ثبت رسیده است.